# Bahnstrecke Libramont–St Vith
| |                      |                                                                       |                                                                       |
| Streckennummer: | L 163                |                                                                       |                                                                       |
| Spurweite: | 1435 mm (Normalspur) |                                                                       |                                                                       |
| |                      |                                                                       |                                                                       |
| \| \| \| von Namur (L 162) \| \| \| \| 0,0 \| Libramont \| Libramont \| \| \| \| nach Arlon (L 162) (Luxemburg) \| \| \| \| 3,4 \| Ourt \| Ourt \| \| \| 6,6 \| Bernimont \| Bernimont \| \| \| 10,5 \| Wideumont \| Wideumont \| \| \| 14,9 \| Rosières \| Rosières \| \| \| 18,8 \| Morhet \| Morhet \| \| \| 22,2 \| Sibret \| Sibret \| \| \| 24,2 \| Villeroux \| Villeroux \| \| \| 28,7 \| Bastogne Sud \| Bastogne Sud \| \| \| \| \| \| \| \| \| Schmalspurbahn Marche-en-Famenne-Martelingen \| \| \| \| \| \| \| \| \| 29,8 \| Bastogne Nord \| Bastogne Nord \| \| \| \| nach Kautenbach \| \| \| \| \| Bizory \| \| \| \| \| Bourcy \| \| \| \| \| Tavigny \| \| \| \| \| Limerlé \| \| \| \| \| von Luxemburg \| \| \| \| \| Gouvy \| \| \| \| \| nach Spa \| \| \| \| \| Bahnstrecke Luxemburg–Spa \| \| \| \| \| Beho (Bochholz) \| \| \| \| \| Maldange (Maldingen) \| \| \| \| \| Weisten \| \| \| \| \| Crombach \| \| \| \| \| \| \| \| \| \| Y Mailust, Vennbahn von Troisvierges und Westeifelbahn von Gerolstein \| \| \| \| \| \| \| \| \| \| St Vith \| \| \| \| \| Vennbahn nach Aachen (L 48) \| \| |                      |                                                                       |                                                                       |
| |                      | von Namur (L 162)                                                     |                                                                       |
| Bahnhof | 0,0                  | Libramont                                                             | Libramont                                                             |
| Abzweig ehemals geradeaus und nach rechts |                      | nach Arlon (L 162) (Luxemburg)                                        | nach Arlon (L 162) (Luxemburg)                                        |
| Haltepunkt / Haltestelle (Strecke außer Betrieb) | 3,4                  | Ourt                                                                  | Ourt                                                                  |
| Bahnhof (Strecke außer Betrieb) | 6,6                  | Bernimont                                                             | Bernimont                                                             |
| Bahnhof (Strecke außer Betrieb) | 10,5                 | Wideumont                                                             | Wideumont                                                             |
| Haltepunkt / Haltestelle (Strecke außer Betrieb) | 14,9                 | Rosières                                                              | Rosières                                                              |
| Bahnhof (Strecke außer Betrieb) | 18,8                 | Morhet                                                                | Morhet                                                                |
| Bahnhof (Strecke außer Betrieb) | 22,2                 | Sibret                                                                | Sibret                                                                |
| Haltepunkt / Haltestelle (Strecke außer Betrieb) | 24,2                 | Villeroux                                                             | Villeroux                                                             |
| Bahnhof (Strecke außer Betrieb) | 28,7                 | Bastogne Sud                                                          | Bastogne Sud                                                          |
| |                      |                                                                       |                                                                       |
| Kreuzung geradeaus unten (Strecken außer Betrieb) |                      | Schmalspurbahn Marche-en-Famenne-Martelingen                          | Schmalspurbahn Marche-en-Famenne-Martelingen                          |
| |                      |                                                                       |                                                                       |
| Bahnhof (Strecke außer Betrieb) | 29,8                 | Bastogne Nord                                                         | Bastogne Nord                                                         |
| Abzweig geradeaus und nach rechts (Strecke außer Betrieb) |                      | nach Kautenbach                                                       | nach Kautenbach                                                       |
| Bahnhof (Strecke außer Betrieb) |                      | Bizory                                                                | Bizory                                                                |
| Bahnhof (Strecke außer Betrieb) |                      | Bourcy                                                                | Bourcy                                                                |
| Bahnhof (Strecke außer Betrieb) |                      | Tavigny                                                               | Tavigny                                                               |
| Bahnhof (Strecke außer Betrieb) |                      | Limerlé                                                               | Limerlé                                                               |
| Abzweig ehemals geradeaus und von rechts |                      | von Luxemburg                                                         | von Luxemburg                                                         |
| Bahnhof |                      | Gouvy                                                                 | Gouvy                                                                 |
| Abzweig ehemals geradeaus und nach rechts |                      | nach Spa                                                              | nach Spa                                                              |
| Kreuzung geradeaus unten (Strecke geradeaus außer Betrieb) |                      | Bahnstrecke Luxemburg–Spa                                             | Bahnstrecke Luxemburg–Spa                                             |
| Bahnhof (Strecke außer Betrieb) |                      | Beho (Bochholz)                                                       | Beho (Bochholz)                                                       |
| Bahnhof (Strecke außer Betrieb) |                      | Maldange (Maldingen)                                                  | Maldange (Maldingen)                                                  |
| Bahnhof (Strecke außer Betrieb) |                      | Weisten                                                               | Weisten                                                               |
| Bahnhof (Strecke außer Betrieb) |                      | Crombach                                                              | Crombach                                                              |
| |                      |                                                                       |                                                                       |
| Abzweig geradeaus, nach rechts und von rechts (Strecke außer Betrieb) |                      | Y Mailust, Vennbahn von Troisvierges und Westeifelbahn von Gerolstein | Y Mailust, Vennbahn von Troisvierges und Westeifelbahn von Gerolstein |
| |                      |                                                                       |                                                                       |
| Bahnhof (Strecke außer Betrieb) |                      | St Vith                                                               | St Vith                                                               |
| |                      | Vennbahn nach Aachen (L 48)                                           |                                                                       |

Die Bahnstrecke Libramont–St Vith (Linie 163) war eine circa 80 Kilometer lange, bis etwa Mitte der 1990er Jahre in Betrieb befindliche Bahnstrecke in den belgischen Provinzen Lüttich und Luxemburg.

## Strecke
Die Strecke beginnt im Bahnhof Libramont (km 0,0) und durchquert in ihrer gesamten Länge die landschaftlich reizvollen Ardennen. Wichtigste Zwischenbahnhöfe waren Bastogne Süd (km 28.7), Bourcy (km 39.0) und Gouvy (an der Bahnstrecke Luxemburg–Spa, einem Teil der Bahnverbindung von Lüttich nach Luxemburg). Der Endpunkt Sankt Vith (km 79,0) liegt an Vennbahn und Westeifelbahn, von Bastogne Süd gab es eine Verbindung nach Wiltz in Luxemburg.

## Geschichte

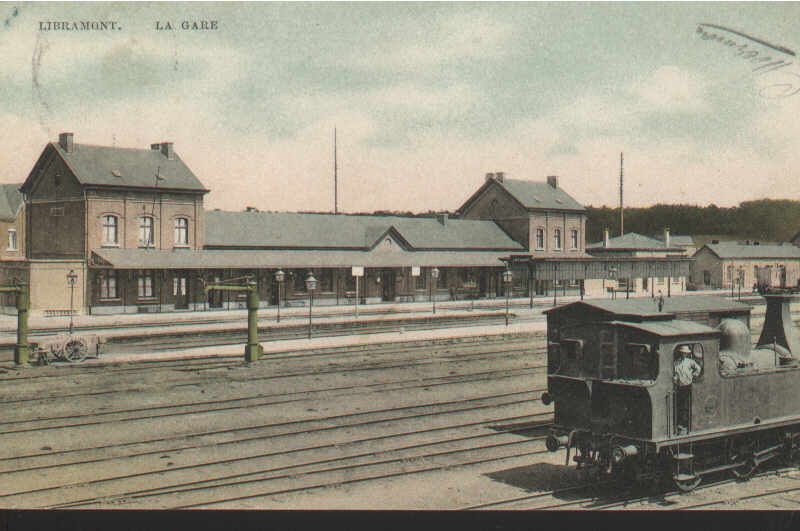
Bf Libramont um 1900

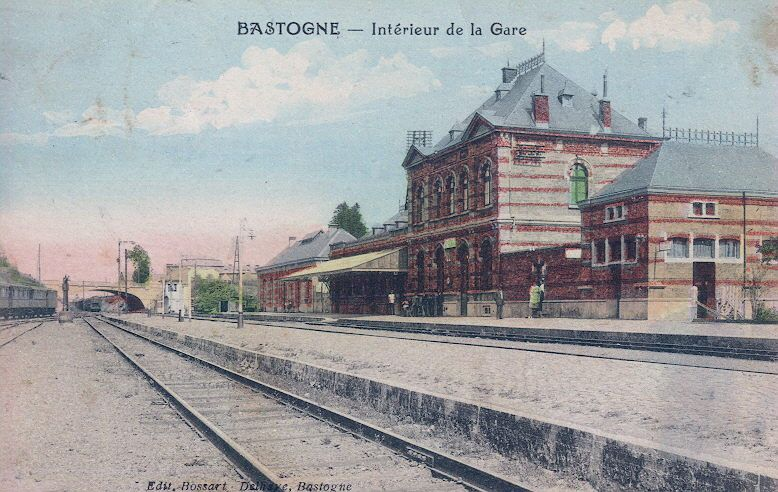
Bf Bastogne um 1900

Der erste am 15. November 1869 in Betrieb genommene Teilabschnitt war eine einfache Verbindung von Bastogne zum Bahnhof Libramont an der bestehenden Bahnstrecke Namur–Luxemburg.
Die Linie wurde 1884 in Richtung Limerlé verlängert, Gouvy folgte 1885, dies ermöglichte eine Verbindung zur Strecke Trois Ponts–Luxemburg.
Nach Ausbruch des Ersten Weltkrieges folgte als östliche Verlängerung der Bau einer Ergänzungsstrecke von Gouvy nach St. Vith, wo Anschluss an das deutsche Schienennetz bestand. Zusätzlich wurde der Abschnitt Libramont–Gouvy zweigleisig ausgebaut. Dadurch sollte der Transport von militärischen Gütern und Truppen in Richtung Nordfrankreich verbessert werden.
Deutsche Bauunternehmen errichteten die rund 21 Kilometer lange Strecke zwischen Gouvy und St. Vith zweigleisig, mit festen Kunstbauten für die spätere friedensmäßige Nutzung. Neben vier Viadukten waren umfangreiche Erdbewegungen erforderlich. Bis zu 8000 Arbeiter und 134 Feldbahnlokomotiven wurden eingesetzt. Am 2. April 1917 wurde der Bahnbetrieb aufgenommen.
Nach dem Ende des Krieges und der Übergabe der Vennbahn an Belgien ließ der Verkehr auf dieser Strecke und ihren Verbindungen stark nach. In den 1930er Jahren wurde die Strecke auf ein Gleis zurückgebaut.
Am 10. Mai 1940, dem ersten Tag des Westfeldzugs, waren Trupps der Wehrmacht-Spezialeinheit Brandenburger im Einsatz, um Sprengungen von Straßenbrücken und Eisenbahnbrücken (z. B. der Eisenbahnbrücke bei Wiesenbach) zu vereiteln.
Von 1940 bis 1944 wurde die Strecke viel befahren. Bei der Bombardierung von Sankt Vith am 9. August 1944 wurde der Bahnhof zerstört; dies bedeutete das Ende für den Streckenabschnitt Y Mailust–St Vith.
Die Einstellung des Abschnitts Gouvy–Maldingen–Y Mailust im Personenverkehr folgte am 18. Mai 1952, der Gütertransport Gouvy–Maldingen wurde bis 1963 aufrechterhalten.
Allmählich wurde die Strecke unrentabel. Am 3. Juni 1984 wurde durch den neu eingeführten Plan IC-IR der Belgischen Staatsbahn (SNCB) der Abschnitt Bastogne Nord–Bourcy–Gouvy sowie alle Bahnhöfe zwischen Libramont und Bastogne Nord außer Betrieb genommen. Der übrig gebliebene Personenverkehr Libramont–Bastogne Nord wurde am 22. Mai 1993 (bis heute) „vorübergehend“ auf Busse umgestellt.
1998 wurden zwischen Bastogne und Gouvy die Gleise demontiert. Der Unterbau erhielt eine asphaltierte Fahrbahndecke und ist seitdem eine Route (Linie 163) des RAVeL-Netzes für Fuß- und Radverkehr.
Im Frühjahr 2000 folgten die Schienen zwischen Libramont und Bastogne, aber das Schotterbett, die Brücken, die meisten Bahnübergänge und ein Teil der Signale blieben erhalten.
Es gab zwar Untersuchungen der SNCB, diesen Abschnitt wieder in Betrieb zu nehmen aber keinerlei Anstrengungen zur Umsetzung. Im 2011 vorgestellten Entwicklungsplan für den Schienenverkehr in der Wallonie ist die Wiedereröffnung der Bahnstrecke jedoch enthalten.
Konkrete Schritte fehlen weiterhin (Stand Mitte 2012) und die Stadt Bastogne verhält sich passiv. Infrabel, die heutige Trägerin des belgischen Schienennetzes, ist zur Erhaltung der Kunstbauten verpflichtet. 2012 wurde eine erste Straßenüberführung erneuert. Das könnte auch der Nutzung der Trasse als  RAVeL-Route dienen.